# ジオグラフォス (小惑星)
ジオグラフォス またはゲオグラフォス (1620 Geographos) は、アポロ群の地球近傍小惑星で火星横断小惑星。1951年にアルバート・ウィルソンとルドルフ・ミンコフスキーがパロマー天文台で発見した。ナショナルジオグラフィック協会に因んで名付けられた。
1994年、ジオグラフォスはここ2世紀の間で最も地球に近づいた。その距離はおよそ500万kmで、次にこれほど接近するのは2586年である。この時、ゴールドストーンにあるディープスペースネットワークの施設を用いてレーダー観測が行われた。その結果、ジオグラフォスは太陽系で最も細長い天体であることがわかった。
ジオグラフォスはS型小惑星である。ニッケル、鉄、マグネシウムやケイ素からなり、アルベドが大きい。
アメリカ合衆国が打ち上げたクレメンタインは、月の探査を終えたのちジオグラフォスへ向かう予定だったが、スラスターの誤作動によって中止された。